# Sphaeronectes irregularis
Sphaeronectes irregularis är en nässeldjursart som först beskrevs av Claus 1873.  Sphaeronectes irregularis ingår i släktet Sphaeronectes och familjen Sphaeronectidae. Inga underarter finns listade i Catalogue of Life.